# Alberto Davoli
Alberto Davoli (Gavirate, 26 giugno 1965) è un conduttore radiofonico italiano.

## Biografia
La carriera radiofonica di Alberto Davoli inizia nel 1982 da Radio Venere 80 di Varese. Dopo alcune ulteriori esperienze in diverse emittenti locali, nel 1988 diventa voce di Reteotto Network, la prima syndication Italiana a trasmettere via satellite, dove, oltre ad occuparsi di programmazione musicale, riveste successivamente anche il ruolo di coordinatore artistico.
Nel 1996 approda a Circuito Marconi (oggi Radio Marconi), talk-radio e syndication radiofonica con sede a Milano. Dai suoi microfoni realizza diversi programmi in collaborazione con noti esponenti del mondo della politica, della cultura e del giornalismo italiano come Guglielmo Zucconi, Mariapia Garavaglia, Don Antonio Mazzi, Gianni Locatelli.
Nel 2005 entra nello staff di R101, emittente radiofonica nazionale prima di Arnoldo Mondadori Editore ed oggi appartenente al polo RadioMediaset. Oltre ai momenti di conduzione singola il percorso professionale a R101 viene condiviso dal 2007 al 2010 con Dario Desi (Gli Stereotìpi, in fascia serale) e dal 2011 al 2015 con Chiara Lorenzutti (I Davolutti, in fascia pre-serale).
Da giugno 2019 è conduttore di Radio Monte Carlo  (RadioMediaset), in onda nei giorni feriali dalle 13 alle 16 con Happy Together , box di intrattenimento in cui vengono spesso accolti artisti dal mondo musicale e dello spettacolo. Dal 2021 è inoltre tra gli inviati di Umbria Jazz , di cui Radio Monte Carlo è Emittente Ufficiale, con dirette radiofoniche, interviste agli artisti e presentazioni di spettacoli ed eventi correlati alla manifestazione.

## Programmi radiofonici
Su Circuito Marconi:
- Da settembre a luglio 1997: Filo Diretto con Guglielmo Zucconi e Gianni Locatelli.
- Da settembre a luglio 1998: Filo Diretto con Don Antonio Mazzi.
- Da settembre a luglio 1999: Filo Diretto con Mariapia Garavaglia.

Su R101:
- Agosto 2007: Vamos a la playa e L'estate sta finendo[5] con i Righeira.
- Agosto 2008: Estate 101 con Sandy Marton, Sabrina Salerno, Tracy Spencer e Den Harrow[6][7]
- Agosto 2010: Spiaggia 101 tour estivo con la partecipazione di Patty Pravo, Giusy Ferreri e i Fichi d'India[8].
- Gennaio / Febbraio / Marzo 2011: "Fis Carving Cup - Voce Ufficiale dell'Evento" Coppa del Mondo di sci carving[9].
- Luglio 2011: Spiaggia 101 tour estivo con la partecipazione di Edoardo Bennato, Francesco Baccini e Gene Gnocchi[10]

Su Radio Monte Carlo:
- Da Giugno 2019: Happy Together insieme ad Isabella Eleodori.